# Miotylopus
Miotylopus es un género extinto de animal terrestre herbívoro de la familia de los Camelidae, endémico de América del Norte que vivió desde el  Oligoceno superior hasta el Mioceno inferior  hace entre 24,8—20,6 millones de años aproximadamente.

## Taxonomía
Miotylopus fue nombrado por Schlaikjer (1935). Su especie tipo es Miotylopus bathygnathus. Fue asignado a Camelidae por Schlaikjer (1935) y Carroll (1988.

## Morfología
Cuatro especímenes fueron examinados para calcular su masa corporal por M. Mendoza, C. M. Janis, y P. Palmqvist. Se estimó que estos especímenes pesaban:
- 77 kg (169,8 lb)
- 75,6 kg (166,7 lb)
- 59,7 kg (131,6 lb)
- 53,8 kg (118,6 lb)[3]

## Distribución fósil
La distribución fósil se limita a Wyoming y Nebraska y al sur de California.